# Флойд Мейвезер — Менні Пак'яо
Флойд Мейвезер проти Менні Пак'яо — поєдинок у напівсередній вазі, на кону якого стояли титули WBA super, WBC, WBO, журналу Ring, і звання найкращого боксера незалежно від вагової категорії. Бій відбувся 2 травня 2015 року в Лас-Вегасі на арені MGM Grand.
Поєдинок став найкасовішим в історії боксу.

## Передісторія
6 червня 2008 року Флойд Мейвезер через шість місяців після перемоги над Ріккі Гаттоном оголосив про свій відхід із боксу. До цього моменту Мейвезер займав 1-ше місце в рейтингу найкращих боксерів незалежно від вагової категорії, Пак'яо посідав 2-ге. Поки Мейвезер не боксував, Пак'яо заробив статус суперзірки.
У 2009 році Пак'яо і Мейвезер зустрілися з колишніми суперниками один одного і більш ніж впевнено їх перемогли. Мейвезер впевнено переміг Хуана Маркеса, з яким у Пак'яо були важкі бої, а Пак'яо більш швидко нокаутував Ріккі Гаттона, ніж це свого часу зробив Мейвезер. Після цих поєдинків багато оглядачів і любителі боксу вже почали обговорювати можливий поєдинок Мейвезера і Пак'яо.

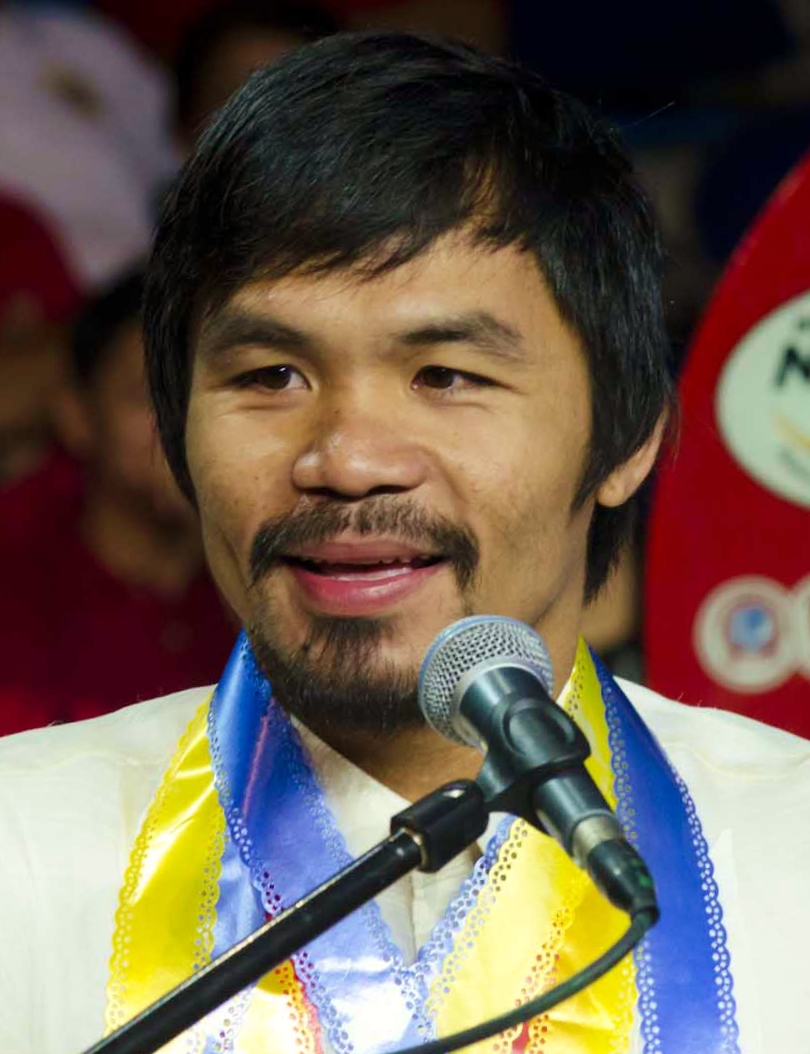

### Перші переговори
5 грудня 2009 року ESPN повідомив, що Пак'яо підписав контракт на бій із Мейвезером. Але 13 березня 2010 року, незабаром після цього, Пак'яо спростував цю інформацію, повідомивши, що є ще багато неузгоджених пунктів у контракті. Варіант першого контракту пропонував розподіл гонорару 50 на 50, поєдинок був би на HBO Pay-per-view за ціною 59,95 дол. Так само була передбачена Олімпійська система допінг-тестування.
22 грудня 2009 року сторона Пак'яо заявила про відмову проходження допінг-тестування, і переговори зірвалися.

### Другі переговори
13 травня 2010 року Боб Арум заявив, що він зарезервував 13 листопада як дату наступного бою Пак'яо, можливим суперником назвали Мейвезера. Як і в першому випадку, складнощі виникли через розбіжності з допінг-тестуванням.
Очікуваність поєдинку навіть у ті роки була настільки велика, що провалилися переговори отримали нагороду «Подія року» за версією журналу «Ринг».

### Продовження переговорів
2 вересня 2010 року в мережу витекло відео з різкими расистськими заявами Флойда Мейвезера на адресу Менні Пак'яо. Наступного дня Мейвезер вибачився за цей вчинок.
8 липня 2011 року ESPN повідомив, що Пак'яо погодиться на випадкові тестування, але не Американським антидопінговим комітетом (USADA). Але пізніше сторона Пак'яо заявила, що Пак'яо здаватиме тест не пізніше ніж за 5 днів до бою і відмовляється проходити його в день поєдинку.
ESPN, 20 січня 2012 року повідомив, що Мейвезер зателефонував Пак'яо і запропонував йому фіксований гонорар у розмірі 40 мільйонів доларів, без права на відсоток від платних трансляцій. Пак'яо відмовився від цих умов, і запропонував 55 на 45 на користь Мейвезера.
Пак'яо з'явився на програмі ESPN 20 вересня 2012 року і сказав, що жодних проблем із допінг-тестуванням не було і що він готовий був пройти тест навіть у день бою.
20 грудня 2012 року Мейвезер заявив, що бою з Пак'яо ніколи не буде, доти поки Пак'яо співпрацює з Бобом Арумом.

### Відбулися переговори

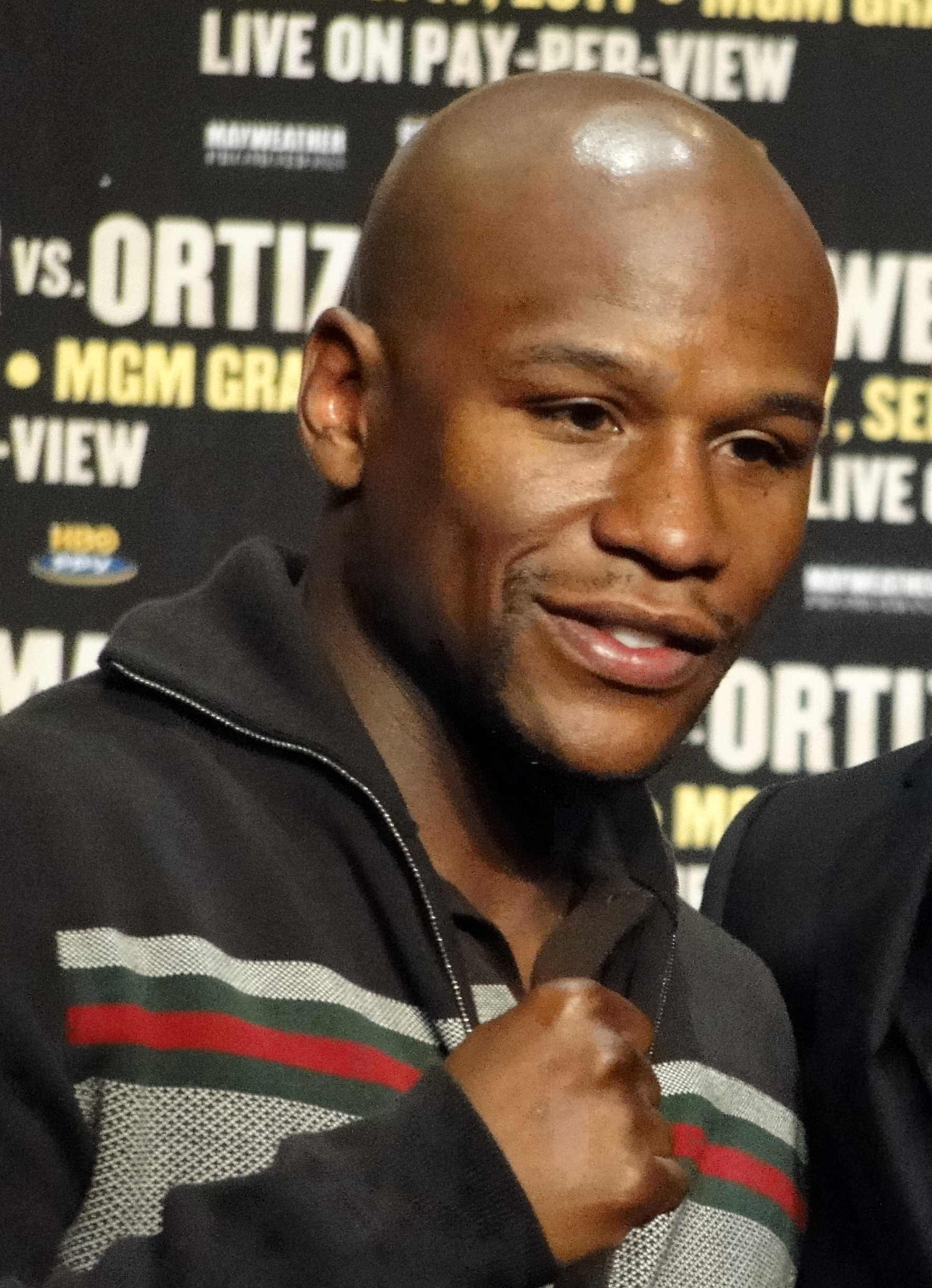

12 грудня 2014 року Мейвезер запропонував провести бій із Пак'яо 2 травня 2015 року, але заявив це неохоче, посилаючись на недавні поразки Пак'яо від Бредлі й Маркеса.
27 січня 2015 року Мейвезер і Пак'яо нарешті вперше зустрілися один з одним лицем до лиця. Сталося це під час баскетбольної гри НБА між «Маямі Гіт» і командою «Мілвокі Бакс» у Маямі. Пак'яо сказав, що вони обмінялися телефонами і спілкуватимуться один з одним. Радник Пак'яо Майкл Конц заявив, що обидва боксери пізніше зустрілися в готелі та особисто обговорили деталі переговорів.
30 січня 2015 року контракт був узгоджений, і Пак'яо погодився з усіма умовами.
20 лютого 2015 року Мейвезер заявив, що поєдинок офіційно підтверджений і відбудеться 2 травня 2015 року в Лас-Вегасі.

## Особливості контракту
- Розширене допінг-тестування Американським агентством USADA.
- Трансляція бою вдруге в історії буде організована каналами HBO і Showtime спільно.
- Вартість покупки PPV на цей бій планується в розмірі 90 доларів за трансляцію у звичайній якості і 100 доларів за HD-якість.
- Вартість квитків — до 5000 доларів.
- Поділ гонорару буде в пропорції 60 на 40 на користь Мейвезера.
- Ринг-анонсерами стануть Майкл Баффер і Джиммі Леннон-молодший.
- Питання вибору рукавичок залишилося на добровільній основі. Мейвезер у Grant, а Пак'яо у Cleto Reyes.
- Крім головного бою, у рамки основної PPV-трансляції увійде ще два поєдинки. Один із цих боїв організовує компанія Top Rank, а інший Mayweather Promotions.
- Поєдинок пройде в рамках напівсередньої ваги (147 фунтів; 66,7 кг). На кону бою стоятимуть одразу три титули чемпіона світу — WBA (Super) і WBC, що належать Мейвезеру, і титул WBO, який належить Пак'яо[4][5].

## Перед боєм
Відразу після підписання контракту букмекерська компанія Sportingbet віддала перевагу Мейвезеру, ставки на якого приймалися з розрахунку 1,30, тоді як коефіцієнт на перемогу Пак'яо склав 3,5.
11 березня 2015 року відбулася перша пресконференція Мейвезера і Пак'яо. У залі були присутні тільки журналісти, і було видано рекордні понад 700 акредитацій для ЗМІ.
Організація WBC виготовила спеціальний пояс для переможця цього поєдинку. Пояс прикрашений сотнями смарагдів і золотом, і оцінюється в 1 млн дол.

## Хід головного поєдинку
За підсумками 12 раундів судді оголосили переможцем Флойда Мейвезера, який за підсумками бою об'єднав усі титули.

## Фінансові подробиці
- З 16 800 квитків у вільний продаж надійшли тільки 1000. Їхня ціна склала від 1500 до 7500 дол.. Квитки були продані менш ніж за одну хвилину.
- Підсумкові ціни на квитки з урахуванням спекуляцій перекупників і акціонерів eBay склали від 4500 (останні ряди) до 141 500 дол. (1-й ряд). У 6-му ряду ціни близько 82 000 дол.
- Гонорар рефері бою (Кенні Бейліса) склав 25 000 дол., що є світовим рекордом для цієї роботи. Гонорари всіх трьох бічних суддів так само були рекордними і склали по 20 000 дол.
- Капа Флойда Мейвезера з алмазним напиленням оцінюється у 25 000 дол.
- Офіційний спонсор поєдинку — пиво Tecate, логотип якого був на покритті рингу. Дане право компанія виграла на аукціоні зі ставкою в 5,6 млн дол.
- До зустрічі один з одним Мейвезер і Пак'яо і так були найвисокооплачуванішими боксерами в боксі. Найбільший гонорар Мейвезера становив 75 млн дол. (у бою з Альваресом у 2013 році, світовий рекорд). За попередній бій до Пак'яо гонорар Мейвезера становив 32 млн дол. (за бій із Майданою (2-й бій), 2014 рік). Найбільший гонорар Пак'яо становив 30 млн дол. (за бій із Маркесом (3-й бій), 2011 рік). За попередній бій до Мейвезера гонорар Пак'яо становив 20 млн дол. (за бій з Алджієрі, 2014 рік).
- Пак'яо отримав за цей бій 120 млн дол., Мейвезер — 180.